# نموذج المدخلات - المخرجات
في الاقتصاد، نموذج المدخلات - المخرجات عبارة عن أسلوب اقتصادي كمي يمثل الترابط بين الفروع المختلفة للاقتصاد القومي أو الاقتصادات الإقليمية المختلفة. وقد قام واسيلي ليونتيف (1905-1999) بتطوير هذا النوع من التحليل وحصل على جائزة نوبل في العلوم الاقتصادية نظير تطويره لهذا النموذج. وقبله، كان فرانسوا كويزناي قد قام بتطوير إصدار غير ناضج من هذا الأسلوب أطلق عليه اسم الجدول الاقتصادي، وكتاب ليون والراس الذي يحمل اسم عناصر الاقتصاد الصرف حول نظرية التوازن العام، كلاهما يعتبران إشارة مبكرة وتعميمًا للمفهوم الرئيسي لليونتيف. لقد كانت مساهمة ليونتيف العظمى تتمثل في تبسيط صيغة والراس لتسهيل إمكانية تنفيذ الحساب وجعله مفيدًا من الناحية التجريبية. ويفترض تحليل المدخلات - المخرجات أن نسب المدخلات بين القطاعات الاقتصادية المختلفة ثابتة ولا تتغير بشكل كبير على المدى القريب. ونتيجة لذلك، فإن النتائج التي يتم حسابها من خلال تلك الطريقة يجب النظر إليها على أنها قيم تقريبية وليست على أنها توقعات دقيقة.
وتكرس جمعية المدخلات - المخرجات الدولية نفسها لتطوير المعرفة في مجال دراسة المدخلات - المخرجات، وبما يشتمل على «التحسينات في البيانات الأساسية، والرؤى والنمذجة النظرية، والتطبيقات، سواء التقليدية أو الجديدة، لتقنيات المدخلات - المخرجات».

## فهم نموذج المدخلات - المخرجات
يعود فهم الاقتصاد على أنه يتكون من قطاعات مترابطة إلى الاقتصادي الفرنسي فرانسوا كويزناي، وتم تطويره بشكل كامل على يد ليون والراس في عام 1874. ومع ذلك، فإن واسيلي ليونتيف كان أول من استخدم تمثيل المصفوفات للاقتصاد القومي (أو الإقليمي). ويصور النموذج الخاص به العلاقات داخل الصناعات في الاقتصاد، مع إظهار كيف يمكن أن تكون المخرجات من قطاع صناعي ما عبارة عن المدخلات لقطاع صناعي آخر. وفي مصفوفة العلاقة بين الصناعات، تمثل إدخالات الأعمدة بشكل نموذجي المدخلات إلى القطاع الصناعي، في حين تمثل إدخالات الصفوف المخرجات من قطاع محدد. وبالتالي، يظهر هذا التنسيق مدى اعتمادية كل قطاع على كل القطاعات الأخرى، سواء كعميل للمخرجات الواردة من القطاعات الأخرى، أو كمورد للمدخلات. ويمثل كل عمود في مصفوفة المدخلات - المخرجات القيمة المالية للمدخلات إلى كل قطاع، في حين يمثل كل صف قيمة مخرجات كل قطاع.

## الفائدة
نظرًا لأن نموذج المدخلات - المخرجات يتسم بالخطية بشكل جوهري في طبيعته، فإنه يفسح المجال للحساب السريع بالإضافة إلى المرونة في حساب تأثيرات التغييرات الحادثة في الطلب. كما يمكن ربط نماذج المدخلات - المخرجات للمناطق المختلفة معًا للتعرف على تأثيرات التجارة بين الأقاليم، ويمكن إضافة أعمدة إضافية إلى الجدول لتنفيذ عملية تحليل المدخلات - المخرجات البيئية (EIOA). على سبيل المثال، يمكن استخدام المدخلات من المعلومات الخاصة بالوقود الأحفوري لكل قطاع للتعرف على تدفقات الكربون المضمن في وبين الاقتصادات المختلفة.
وقد تم تضمين هيكل نموذج المدخلات والمخرجات في المحاسبة القومية في العديد من الدول المتقدمة، وبالتالي، يمكن استخدامه لحساب القياسات الهامة، مثل إجمالي الناتج المحلي (GDP) القومي. وقد تم استخدام اقتصاديات المدخلات - المخرجات لدراسة الاقتصادات الإقليمية في دولة ما، وكأداة للتخطيط الاقتصادي القومي والإقليمي. ومن بين الاستخدامات الرئيسية لتحليل المدخلات - المخرجات قياس التأثيرات الاقتصادية للأحداث بالإضافة إلى الاستثمارات أو البرامج العامة الموضحة من خلال تحليل تأثيرات التخطيط (IMPLAN) و RIMS-II. كما يستخدم كذلك لتعريف المجموعات الصناعية المرتبطة ببعضها اقتصاديًا، وكذلك الصناعات التي يقال عنها إنها «رئيسية» أو «مستهدفة» (الصناعات التي تهدف في أغلب الأحوال إلى تحسين التماسك الداخلي لاقتصاد محدد). ومن خلال ربط المخرجات الصناعية بالحسابات الفرعية التي توضح استخدام الطاقة وإنتاج النفايات السائلة واحتياجات الفضاء وما إلى ذلك، قام محللي المدخلات - المخرجات بتوسيع تطبيق المنهجيات على مجموعة كبيرة من الاستخدامات.

## قائمة المصادر
- Dietzenbacher, Erik and Michael L. Lahr, eds. Wassilly Leontief and Input-Output Economics. Cambridge University Press, 2004.
- Isard, Walter et al. Methods of Regional Analysis: An Introduction to Regional Science. MIT Press 1960.
- Isard, Walter and Thomas W. Langford. Regional Input-Output Study: Recollections, Reflections, and Diverse Notes on the Philadelphia Experience. The MIT Press. 1971.
- Lahr, Michael L. and Erik Dietzenbacher, eds. Input-Output Analysis: Frontiers and Extensions. Palgrave, 2001.
- Leontief, Wassily W. Input-Output Economics. 2nd ed., New York: Oxford University Press, 1986.
- Miller, Ronald E. and Peter D. Blair. Input-Output Analysis: Foundations and Extensions. Prentice Hall, 1985.
- Miller, Ronald E. and Peter D. Blair. Input-Output Analysis: Foundations and Extensions, 2nd edition. Cambridge University Press, 2009.
- Miller, Ronald E., Karen R. Polenske, and Adam Z. Rose, eds. Frontiers of Input-Output Analysis. N.Y.: Oxford UP, 1989.[HB142 F76 1989/ Suzz]
- Miernyk, William H. The Elements of Input-Output Anaysis, 1965..
- Polenske, Karen. Advances in Input-Output Analysis. 1976.
- Pokrovskii, Vladimir N. Econodynamics. The Theory of Social Production, Springer, Dordrecht, Heidelberg et cetera, 2011.
- ten Raa, Thijs. The Economics of Input-Output Analysis. Cambridge University Press, 2005.
- US Department of Commerce, Bureau of Economic Analysis . Regional multipliers: A user handbook for regional input-output modeling system (RIMS II). Third edition. Washington, D.C.: U.S. Government Printing Office. 1997.

## وصلات خارجية
- International Input-Output Association
- Input-Output Analysis and Related Methods, San José State University
- Doing Business project input/output tables for reforms
- Energy Economics. Input-Output Analysis: Lecture - 6 and Lecture 7 - two introductory videos on Input-Output methodology with a focus on energy economics from IIT Kharagpur.